# Conus jacarusoi
Conus jacarusoi é uma espécie de gastrópode do gênero Conus, pertencente à família Conidae.